# Liste des joueuses de Basket Landes
Cet article présente la liste des joueuses de l'équipe de basket-ball féminine de Basket Landes.

## Saison 2021-2022
| Numéro | Nom                     | Date de naissance | Taille | Nationalité | Poste           |
| 1      | Clarissa dos Santos     | 10 mars 1988      | 1,96 m | Brésil      | Pivot           |
| 2      | Regan Magarity          | 30 avril 1996     | 1,92 m | Suède       | Ailière forte   |
| 3      | Sophie Cunningham       | 16 août 1993      | 1,85 m | États-Unis  | Ailière         |
| 4      | Marine Fauthoux         | 23 janvier 2001   | 1,74 m | France      | Meneuse         |
| 6      | Lidija Turčinović       | 27 août 1994      | 1,76 m | France      | Arrière         |
| 8      | Marzia Tagliamento (it) | 25 mars 1996      | 1,81 m | Italie      | Ailière forte   |
| 9      | Céline Dumerc           | 9 juillet 1982    | 1,69 m | France      | Meneuse-Arrière |
| 11     | Valériane Vukosavljević | 29 avril 1994     | 1,84 m | France      | Ailière         |
| 12     | Marianna Tolo           | 2 juillet 1989    | 1,96 m | Australie   | Pivot           |
| 14     | Seehia Sida Abega       | 9 août 2002       | 1,88 m | France      | Ailière forte   |
| 23     | Ijeoma Ajemba           | 17 mars 1995      | 1,85 m | Nigeria     | Ailière         |
| 29     | Sara Roumy              | 7 novembre 2003   | 1,80 m | France      | Arrière         |
| 33     | Jillian Harmon          | 3 mars 1987       | 1,85 m | États-Unis  | Ailière forte   |
| 74     | Marie-Ève Paget         | 28 novembre 1998  | 1,71 m | France      | Meneuse         |
| 97     | Kendra Chéry            | 16 juillet 2001   | 1,88 m | France      | Ailière         |

Entraîneuse :  Julie Barennes
Entraîneuse :  Shona Thorburn
Clarissa dos Santos blessée depuis le début de saison, Basket landes engage l'américaine Jillian Harmon à l'issue de sa pige avec Villeneuve-d'Ascq. Arrivée tardivement en LFB à la sortie des Finales WNBA, Sophie Cunningham est gênée par une blessure au coude qui la limite à neuf rencontres (5 en LFB et 4 en Euroligue) et quitte le club dès février 2022. En mars, le club engage l'italienne Marzia Tagliamento.

## Saison 2020-2021
| Numéro | Nom                     | Date de naissance | Taille | Nationalité | Poste           |
| 1      | Ana Suarez              | 10 octobre 1987   | 1,70 m | Espagne     | Arrière         |
| 3      | Aby Gaye                | 3 février 1995    | 1,86 m | France      | Pivot           |
| 6      | Lidija Turčinović       | 27 août 1994      | 1,76 m | France      | Arrière         |
| 8      | Nevena Jovanović        | 30 juin 1990      | 1,79 m | Serbie      | Ailière         |
| 9      | Céline Dumerc           | 9 juillet 1982    | 1,69 m | France      | Meneuse-Arrière |
| 11     | Valériane Vukosavljević | 29 avril 1994     | 1,84 m | France      | Ailière         |
| 21     | Miranda Ayim            | 6 mai 1988        | 1,88 m | Canada      | Ailière         |
| 22     | Katherine Plouffe       | 15 septembre 1992 | 1,91 m | Canada      | Pivot           |
| 74     | Marie-Ève Paget         | 28 novembre 1998  | 1,71 m | France      | Meneuse         |
| 97     | Kendra Chéry            | 16 juillet 2001   | 1,88 m | France      | Ailière         |

Entraîneuse :  Julie Barennes
Entraîneuse :  Shona Thorburn
Nevena Jovanović signe en décembre 2020 à Basket Landes pour étoffer son effectif avant une multiplication des rencontres d'Euroligue. Basket Landes remporte son premier titre de championnes de France au terme d'une finale à quatre ponctuée par une victoire 72 à 64 en finale face à Lattes-Montpellier.

## Saison 2019-2020
| Numéro | Nom                       | Date de naissance | Taille | Nationalité        | Poste           |
| 1      | Ana Suarez                | 10 octobre 1987   | 1,70 m | Espagne            | Arrière         |
| 3      | Aby Gaye                  | 3 février 1995    | 1,86 m | France             | Pivot           |
| 5      | Romana Hejdová            | 9 mai 1988        | 1,84 m | République tchèque | Ailière         |
| 9      | Céline Dumerc             | 9 juillet 1982    | 1,69 m | France             | Meneuse-Arrière |
| 12     | Marie-Bernadette Mbuyamba | 5 janvier 1993    | 1,84 m | France             | Ailière         |
| 12     | Lidija Turčinović         | 27 août 1994      | 1,76 m | France             | Arrière         |
| 21     | Miranda Ayim              | 6 mai 1988        | 1,88 m | Canada             | Ailière         |
| 22     | Katherine Plouffe         | 15 septembre 1992 | 1,91 m | Canada             | Pivot           |
| 28     | Mamignan Touré            | 19 décembre 1994  | 1,83 m | France             | Arrière         |
| 74     | Marie-Ève Paget           | 28 novembre 1998  | 1,71 m | France             | Meneuse         |

Entraîneuse :  Julie Barennes
Entraîneuse :  Shona Thorburn
En février 2020, pour compenser l'absence de Marie-Bernadette Mbuyamba blessée au genou en décembre, Basket Landes reçoit le renfort de Lidija Turčinović qui jouait précédemment pour Lyon.

## Saison 2018-2019
Entraîneuse : Cathy Melain
Entraîneuse adjointe : Julie Barennes
| Numéro | Nom                       | Date de naissance | Taille | Nationalité        | Poste           |
| *      | Camille Aubert            | 8 avril 1989      | 1,70 m | France             | Meneuse         |
| *      | Romana Hejdová            | 9 mai 1988        | 1,84 m | République tchèque | Ailière         |
| 6      | Alexia Plagnard           | 2 janvier 1990    | 1,72 m | France             | Meneuse         |
|        | Aminata Konaté            | 27 octobre 1990   | 1,68 m | France             | Meneuse         |
| 7      | Marie-Michelle Milapie    | 6 février 1996    | 1,92 m | France             | Pivot           |
| *      | Mamignan Touré            | 19 décembre 1994  | 1,83 m | France             | Arrière         |
| 9      | Céline Dumerc             | 9 juillet 1982    | 1,69 m | France             | Meneuse-Arrière |
| *      | Mailis Pokk               | 13 mai 1982       | 1,86 m | Estonie            | Ailière         |
| *      | Marie-Bernadette Mbuyamba | 5 janvier 1993    | 1,84 m | France             | Ailière         |
| *      | Markeisha Gatling         | 14 juillet 1992   | 1,96 m | États-Unis         | Pivot           |
| 21     | Miranda Ayim              | 6 mai 1988        | 1,88 m | Canada             | Ailière         |

Diminuée par une blessure à la voûte plantaire (2,5 points et 3,3 passes en 21′ de moyenne), Alexia Plagnard doit mettre un terme à sa saison fin novembre 2018. Elle est remplacée par Aminata Konaté .
Mailis Pokk souffrant du tendon d'Achille début 2019, le club engage pour la fin de saison l'ailière Marie-Bernadette Mbuyamba, qui était sans club depuis sa blessure au poignet contractée avec l'équipe de France à l'été 2018.

## Saison 2017-2018
Entraîneuse : Cathy Melain
Entraîneuse adjointe : Julie Barennes
| Numéro | Nom                    | Date de naissance | Taille | Nationalité | Poste      |
| 4      | Hortense Limouzin      | 1er juillet 1998  | 1,65 m | France      | Meneuse    |
| 5      | Kadiatou Sissoko       | 3 janvier 1999    | 1,86 m | France      | Ailière    |
| 6      | Alexia Plagnard        | 2 janvier 1990    | 1,72 m | France      | Meneuse    |
| 7      | Marie-Michelle Milapie | 6 février 1996    | 1,92 m | France      | Pivot      |
| 8      | Claire Parisi          | 1999              | 1,70 m | France      | Arrière    |
| 9      | Céline Dumerc          | 9 juillet 1982    | 1,69 m | France      | Meneuse    |
| 10     | Queralt Casas          | 18 novembre 1992  | 1,77 m | Espagne     | Arrière    |
| 11     | Cierra Bravard         | 14 octobre 1989   | 1,93 m | États-Unis  | Pivot      |
| 12     | Maja Skoric            | 1989              | 1,85 m | Serbie      | Ailière    |
| 21     | Miranda Ayim           | 6 mai 1988        | 1,88 m | Canada      | Intérieure |

Après avoir pris 14 points d'avance à l'aller, Basket Landes perd de 19 au match de seizièmes de finale de l'Eurocoupe contre Kosice. Le club se classe quatrième de la saison régulière du championnat LFB puis est éliminé en trois manches par Lyon dès les quarts de finale.

## Saison 2016-2017
Entraîneur : Olivier Lafargue
Entraîneur adjoint : Jean-Michel Moré - Vincent Joly
| Numéro | Nom                    | Date de naissance | Taille | Nationalité | Poste      |
| 4      | Kalis Loyd             | 4 mai 1989        | 1,88 m | Suède       | Ailière    |
| 5      | Queralt Casas          | 18 mai 1992       | 1,77 m | Espagne     | Arrière    |
| 6      | Alexia Plagnard        | 2 janvier 1990    | 1,72 m | France      | Meneuse    |
| 7      | Marie-Michelle Milapie | 6 février 1996    | 1,92 m | France      | Pivot      |
| 8      | Anaïs Le Gluher-Cano   | 10 décembre 1982  | 1,75 m | France      | Arrière    |
| 9      | Céline Dumerc          | 9 juillet 1982    | 1,69 m | France      | Meneuse    |
| 10     | Julie Barennes         | 9 février 1986    | 1,83 m | France      | Ailière    |
| 11     | Axelle Rousseau        | 25 juin 1997      | 1,79 m | France      | Ailière    |
| 12     | Hortense Limouzin      | 1er juillet 1998  | 1,65 m | France      | Meneuse    |
| 15     | Cierra Bravard         | 14 octobre 1989   | 1,93 m | États-Unis  | Pivot      |
| 21     | Miranda Ayim           | 6 mai 1988        | 1,88 m | Canada      | Intérieure |
|        | Touty Gandega          | 20 juin 1991      | 1,69 m | France      | Arrière    |
|        | Nevena Jovanović       | 30 juin 1990      | 1,78 m | Serbie      | Arrière    |

Fin septembre 2016, Touty Gandega est engagée en tant que joker médical d'Alexia Plagnard.

## Saison 2015-2016
Entraîneur : Olivier Lafargue
Entraîneur adjoint : Jean-Michel Moré - Vincent Joly
| Numéro | Nom                    | Date de naissance | Taille | Nationalité                       | Poste      |
| 4      | Carmen Guzman          | 16 juillet 1985   | 1,72 m | États-Unis République dominicaine | Meneuse    |
| 6      | Alexia Plagnard        | 2 janvier 1990    | 1,72 m | France                            | Meneuse    |
| 8      | Anaïs Le Gluher-Cano   | 10 décembre 1982  | 1,75 m | France                            | Arrière    |
| 9      | Miranda Ayim           | 6 mai 1988        | 1,88 m | Canada                            | Intérieure |
| 10     | Julie Barennes         | 9 février 1986    | 1,83 m | France                            | Ailière    |
| 11     | Marie-Michelle Milapie | 1996              | 1,92 m | France                            | Pivot      |
| 12     | Marion Laborde         | 9 décembre 1986   | 1,78 m | France                            | Arrière    |
| 14     | Iva Slišković          | 4 septembre 1984  | 1,90 m | Croatie                           | Pivot      |
| 15     | Gunta Baško-Melnbārde  | 27 avril 1980     | 1,81 m | Lettonie                          | Ailière    |
| 40     | Aurélie Bonnan         | 1er août 1983     | 1,87 m | France                            | Intérieure |

## Saison 2014-2015
Entraîneur : Olivier Lafargue
Entraîneur adjoint : Jean-Michel Moré - Vincent Joly
| Numéro | Nom                    | Date de naissance | Taille | Nationalité                       | Poste      |
| 4      | Carmen Guzman          | 16 juillet 1985   | 1,72 m | États-Unis République dominicaine | Meneuse    |
| 6      | Alexia Plagnard        | 2 janvier 1990    | 1,72 m | France                            | Meneuse    |
| 7      | Kamila Stepanova       | 3 décembre 1988   | 1,93 m | République tchèque                | Intérieure |
| 8      | Anaïs Le Gluher-Cano   | 10 décembre 1982  | 1,75 m | France                            | Arrière    |
| 10     | Julie Barennes         | 9 février 1986    | 1,83 m | France                            | Ailière    |
| 11     | Marie-Michelle Milapie | 1996              | 1,92 m | France                            | Pivot      |
| 12     | Marion Laborde         | 9 décembre 1986   | 1,78 m | France                            | Arrière    |
| 13     | Naura El Gargati       | 27 juillet 1980   | 1,92 m | France                            | Pivot      |
| 14     | Danielle Page          | 14 novembre 1986  | 1,86 m | États-Unis                        | Intérieure |
| 15     | Gunta Baško-Melnbārde  | 27 avril 1980     | 1,81 m | Lettonie                          | Ailière    |

## Saison 2013-2014
Entraîneur : Olivier Lafargue
Entraîneur adjoint : Jean-Michel Moré - Vincent Joly
| Numéro | Nom                  | Date de naissance | Taille | Nationalité                       | Poste      |
| 4      | Olivia Époupa        | 30 avril 1994     | 1,63 m | France                            | Meneuse    |
| 5      | Carmen Guzman        | 16 juillet 1985   | 1,72 m | États-Unis République dominicaine | Meneuse    |
| 7      | Kamila Stepanova     | 3 décembre 1988   | 1,93 m | République tchèque                | Intérieure |
| 8      | Anaïs Le Gluher-Cano | 10 décembre 1982  | 1,75 m | France                            | Arrière    |
| 10     | Julie Barennes       | 9 février 1986    | 1,83 m | France                            | Ailière    |
| 11     | Valériane Ayayi      | 29 avril 1994     | 1,84 m | France                            | Ailière    |
| 12     | Marion Laborde       | 9 décembre 1986   | 1,78 m | France                            | Arrière    |
| 13     | Naura El Gargati     | 27 juillet 1980   | 1,92 m | France                            | Pivot      |
| 14     | Danielle Page        | 14 novembre 1986  | 1,86 m | États-Unis                        | Intérieure |

En l'emportant sur Montpellier lors de la dernière journée de championnat, Basket Landes accroche in extremis la seconde place de la saison régulière.

## Effectif saison 2012-2013
Entraineur : Olivier Lafargue
Entraineur adjoint : Jean-Michel Moré - Vincent Joly
| Numéro | Nom                  | Date de naissance | Taille | Nationalité        | Poste         |
| 4      | Olivia Époupa        | 30 avril 1994     | 1,63 m | France             | Meneuse       |
| 5      | Carmen Guzman        | 16 juillet 1985   | 1,72 m | États-Unis         | Meneuse       |
| 6      | Tamara Abalde        | 6 février 1989    | 1,86 m | Espagne            | Ailière forte |
| 7      | Kamila Stepanova     | 3 décembre 1988   | 1,93 m | République tchèque | Intérieure    |
| 8      | Anaïs Le Gluher-Cano | 10 décembre 1982  | 1,75 m | France             | Arrière       |
| 10     | Sarah Ousfar         | 28 juillet 1993   | 1,83m  | France             | Ailière       |
| 11     | Valériane Ayayi      | 29 avril 1994     | 1,84 m | France             | Ailière       |
| 12     | Marion Laborde       | 9 décembre 1986   | 1,78 m | France             | Arrière       |
| 13     | Sabrina Reghaïssia   | 16 octobre 1983   | 1,88 m | France             | Intérieure    |
| 15     | Jennifer Humphrey    | 8 septembre 1984  | 1,91 m | États-Unis         | Pivot         |

Le club finit en sixième position de la saison régulière avec 14 victoires et 12 défaites.

## Effectif saison 2011-2012
Entraineur : Olivier Lafargue
Entraineur adjoint : Jean-Michel Moré - Vincent Joly
| Numéro | Nom                       | Date de naissance | Age    | Taille | Nationalité    | Poste          |
| 6      | Katarina Manić            | 11/10/1980        | 31 ans | 1,74 m | Serbie         | Meneuse        |
| 5      | Camille Aubert            | 8/4/1989          | 22 ans | 1,70 m | France         | Meneuse        |
| 7      | Bineta Diouf              | 13/11/1978        | 33 ans | 1,86 m | France Sénégal | Ailière forte  |
| 7      | Allison Hightower         | 6/04/1988         | 24 ans | 1,78m  | États-Unis     | Ailière        |
| 8      | Anaïs Le Gluher           | 10/12/1982        | 29 ans | 1,75 m | France         | Arrière        |
| 9      | Julie Barennes            | 09/02/1986        | 25 ans | 1,83 m | France         | Ailière forte  |
| 14     | Sarah Ousfar              | 28/07/1993        | 18 ans | 1,83   | France         | Ailière        |
| 11     | Julia Borde               | 26/01/1992        | 20 ans | 1,84 m | France         | Ailière        |
| 12     | Marion Laborde            | 09/12/1986        | 25 ans | 1,78 m | France         | Arrière        |
| 10     | Amélie Pochet             | 22/02/1984        | 27 ans | 1,80 m | France         | Petite ailière |
| 15     | Jennifer Humphrey         | 08/09/1984        | 27 ans | 1,91 m | États-Unis     | Pivot          |
|        | Agnė Abromaitė-Čiudarienė | 15/01/1979        | 31 ans | 1,90 m | Lituanie       | Ailière forte  |
|        | Justyna Zurowska          | 8/03/1985         | 27 ans | 1,88 m | Pologne        | Ailière forte  |

## Effectif saison 2010-2011
Entraineur : Olivier Lafargue
Entraineur adjoint : Jean-Michel Moré - Vincent Joly
| Numéro | Nom               | Date de naissance | Age    | Taille | Nationalité    | Poste          |
| 4      | Katarina Manić    | 11/10/1980        | 30 ans | 1,74 m | Serbie         | Meneuse        |
| 5      | Aminata Konaté    | 27/10/1990        | 20 ans | 1,68 m | France         | Meneuse        |
| 7      | Bineta Diouf      | 13/11/1978        | 32 ans | 1,86 m | France Sénégal | Ailière forte  |
| 8      | Anaïs Le Gluher   | 10/12/1982        | 28 ans | 1,75 m | France         | Arrière        |
| 9      | Julie Barennes    | 09/02/1986        | 24 ans | 1,83 m | France         | Ailière forte  |
| 10     | Laurie Lapeyre    | 19/05/1987        | 23 ans | 1,78 m | France         | Petite ailière |
| 10     | Tamera Young      | 30/10/1986        | 24 ans | 1,88 m | États-Unis     | Ailière        |
| 11     | Julia Borde       | 1992              | 19 ans | 1,84 m | France         | Ailière        |
| 12     | Marion Laborde    | 09/12/1986        | 24 ans | 1,78 m | France         | Arrière        |
| 14     | Amélie Pochet     | 22/02/1984        | 26 ans | 1,80 m | France         | Petite ailière |
| 15     | Jennifer Humphrey | 08/09/1984        | 26 ans | 1,91 m | États-Unis     | Pivot          |